# محمد بارويس
محمد بارويس مواليد 4 ديسمبر 1988 لاعب كرة قدم يمني يجيد اللعب في خط الوسط في نادي وحدة عدن ومنتخب اليمن.
لعب سابقاً مع نادي وحدة عدن و وقع مع نادي أم صلال مطلع عام 2018 بعد قرار الإتحاد القطري لكرة القدم باعتبار اللاعب اليمني كلاعب مقيم في الدوري القطري .

## روابط خارجية
- محمد بارويس على موقع قاعدة بيانات كرة القدم.إي يو (الإنجليزية)
- محمد بارويس على موقع ناشيونال فوتبول تيمز (الإنجليزية)
- محمد بارويس على موقع كووورة